# シャドウ・DN5
シャドウ・DN5 (Shadow DN5) は、シャドウ・レーシング・カーズが1975年のF1世界選手権に投入したフォーミュラ1カー。改良型のDN5Bは1976年シーズンおよび1977年の序盤2戦で使用された。DN5および5Bはポールポジションを3回、ファステストラップを2回獲得している。決勝最高位は3位が2回で、いずれもトム・プライスが獲得した。

## 開発
シャドウ・DN5は、トニー・サウスゲートによって設計された。前年に使用されたDN3の発展型であり、空気力学的に洗練されており、重量配分も再構成されていた。翌シーズンは改良が施されDN5Bとして投入されたが、ラジエターインテイクの形状が変更された以外は大きな変化は無かった。チームのメインスポンサーであったUOPはスポンサードを取りやめた。

## レース戦績

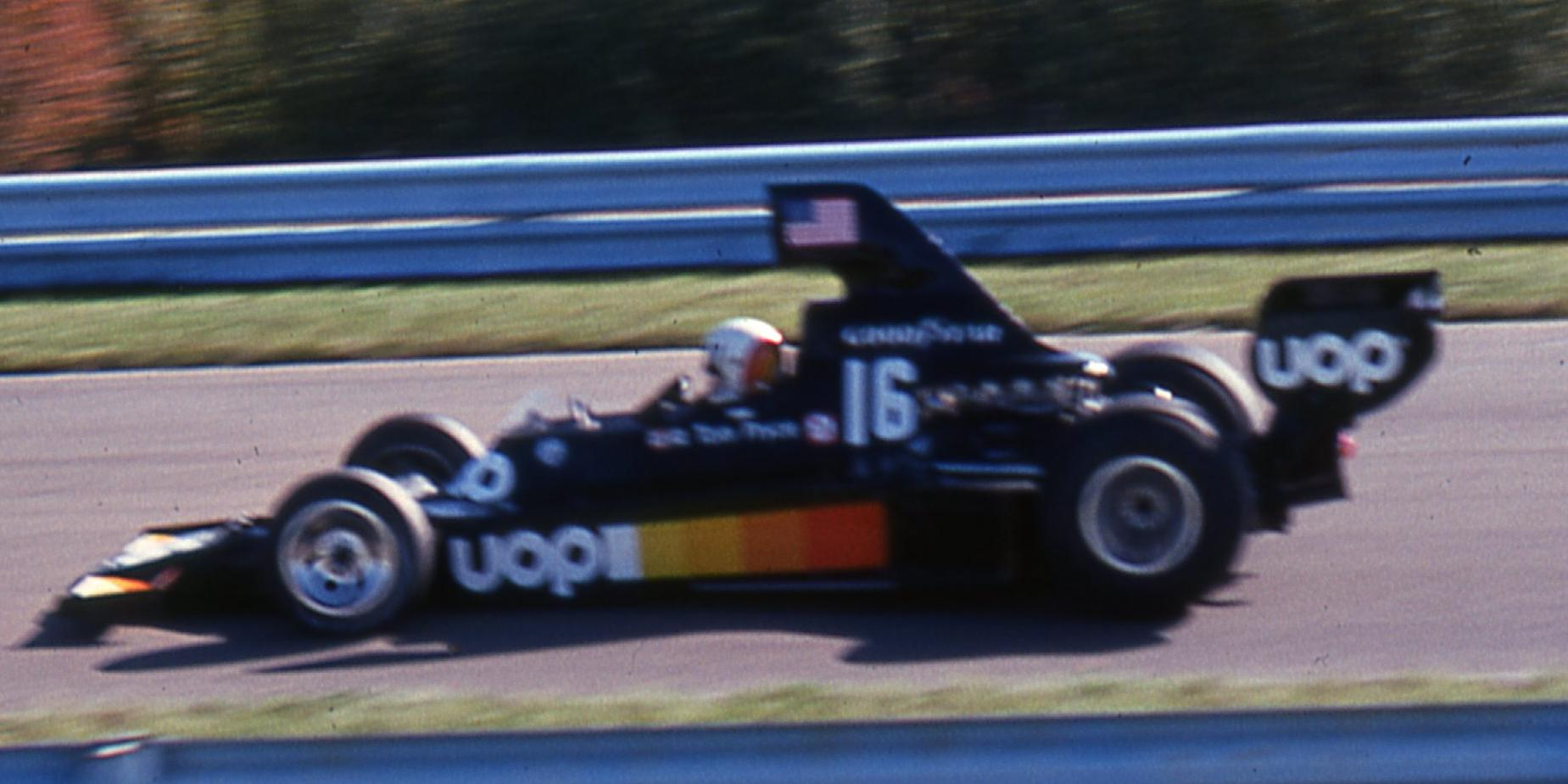
トム・プライスがドライブするDN5、1975年アメリカグランプリ

DN5は予選で何度か好成績を残し、速い車であることを証明した。実際、シーズン開幕戦のアルゼンチングランプリではジャリエがポールポジションを獲得している。しかしながら決勝ではギアボックストラブルのためウォームアップラップを完了できず、スタートすることができなかった。次戦のブラジルでもジャリエはポールポジションを獲得し、決勝ではファステストラップも記録したが、32周目に燃料システムのトラブルでリタイアしている。結局車の低い信頼性と、いくつかのミスにより、ジャリエのこのシーズンの完走は2回のみであった。最高位はスペイングランプリの4位で、このレースは死亡事故が発生したことで途中で打ち切りとなり、ポイントは通常の半分であった。シーズン後半のオーストリアとイタリアでジャリエはDN5に代えてマトラV12エンジンを搭載したDN7をドライブしている。
トム・プライスはシーズンの序盤2戦を前年のDN3を改良したDN3Bで戦った。プライスは第3戦からDN5を使用したが、ジャリエよりも好成績を残した。プライスは6位を3回、ドイツグランプリでは4位、オーストリアグランプリでは3位に入賞している。彼はまた、イギリスグランプリではポールポジションを記録したが、ブラジルでのジャリエ同様レースの大半をリードしながらリタイアした。
1976年シーズン、DN5は「B」スペックへのアップデートが行われた。しかしながら、信頼性は大きく改善されたものの、競争力は不足し、シーズン後半には顕著になった。ジャリエはブラジルグランプリで予選3位となり、決勝の大半を2位で走行したものの結局はクラッシュ、リタイアとなった。プライスは3位に入ったが、これがこのシーズンにおけるチームの最高位となった。両ドライバーとも定期的にトップ10入りしたが、ポイントに繋がったのはプライスのブラジルでの3位とイギリスでの4位のみであった。プライスは第12戦オランダグランプリから新型のDN8にスイッチしたが、ジャリエはDN5Bに乗り続けた。
DN5Bは1977年シーズン序盤も使用され、新人のレンツォ・ゾルジが2戦でドライブした。開幕戦アルゼンチンはリタイアしたが、DN5B最後となったブラジルでゾルジは6位に入った。

## F1における全成績
(key) （太字はポールポジション）
| 年     | チーム                          | シャシー | エンジン    | タイヤ | ドライバー                 | 1   | 2   | 3   | 4   | 5   | 6   | 7   | 8   | 9   | 10  | 11  | 12  | 13  | 14  | 15  | 16  | 17  | ポイント | 順位 |
| ------ | ------------------------------- | -------- | ----------- | ------ | -------------------------- | --- | --- | --- | --- | --- | --- | --- | --- | --- | --- | --- | --- | --- | --- | --- | --- | --- | -------- | ---- |
| 1975年 | UOPシャドウ・レーシング・カーズ | DN5      | フォード V8 | G      |                            | ARG | BRA | RSA | ESP | MON | BEL | SWE | NED | FRA | GBR | GER | AUT | ITA | USA |     |     |     | 9.5      | 6位  |
| 1975年 | UOPシャドウ・レーシング・カーズ | DN5      | フォード V8 | G      | ジャン＝ピエール・ジャリエ | DNS | Ret | Ret | 4   | Ret | Ret | Ret | Ret | 8   | Ret | Ret |     |     | Ret |     |     |     | 9.5      | 6位  |
| 1975年 | UOPシャドウ・レーシング・カーズ | DN5      | フォード V8 | G      | トム・プライス             |     |     | 9   | Ret | Ret | 6   | Ret | 6   | Ret | Ret | 4   | 3   | 6   | NC  |     |     |     | 9.5      | 6位  |
| 1976年 | シャドウ・レーシング・カーズ    | DN5B     | フォード V8 | G      |                            | BRA | RSA | USW | ESP | BEL | MON | SWE | FRA | GBR | GER | AUT | NED | ITA | CAN | USA | JPN |     | 10*      | 8位  |
| 1976年 | シャドウ・レーシング・カーズ    | DN5B     | フォード V8 | G      | ジャン＝ピエール・ジャリエ | Ret | Ret | 7   | Ret | 9   | 8   | 12  | 12  | 9   | 11  | Ret | 10  | 19  | 18  | 10  | 10  |     | 10*      | 8位  |
| 1976年 | シャドウ・レーシング・カーズ    | DN5B     | フォード V8 | G      | トム・プライス             | 3   | 7   | Ret | 8   | 10  | 7   | 9   | 8   | 4   | 8   | Ret |     |     |     |     |     |     | 10*      | 8位  |
| 1977年 | シャドウ・レーシング・カーズ    | DN5B     | フォード V8 | G      |                            | ARG | BRA | RSA | USW | ESP | MON | BEL | SWE | FRA | GBR | GER | AUT | NED | ITA | USA | CAN | JPN | 23°      | 7位  |
| 1977年 | シャドウ・レーシング・カーズ    | DN5B     | フォード V8 | G      | レンツォ・ゾルジ           | Ret | 6   |     |     |     |     |     |     |     |     |     |     |     |     |     |     |     | 23°      | 7位  |
| 1977年 | シャドウ・レーシング・カーズ    | DN5B     | フォード V8 | G      | トム・プライス             |     | Ret |     |     |     |     |     |     |     |     |     |     |     |     |     |     |     | 23°      | 7位  |

* 1976年シーズンのポイントの内3ポイントはDN8による

°1977年シーズンのポイントの内22ポイントはDN8による

## 注
1. ↑  Stats F1. “Shadow DN5”. 2012年11月23日閲覧。
2. 1 2 3 4  “Shadow DN7 Matra”. primotipo.com. 2016年5月4日閲覧。
3. 1 2 3  Nye, 1986, pp. 233–234
4. ↑  Hodges, 2001, p. 208
5. 1 2 3  Stats F1. “Shadow DN5B”. 2012年11月23日閲覧。
6. ↑  Stats F1. “Shadow DN8”. 2012年11月23日閲覧。

## 参照
- Nye, Doug (1985). Autocourse History of the Grand Prix Car 1966 - 1985. Richmond, Surrey, United Kingdom: Hazelton Publishing. ISBN 0905138376
- Hodges, David (2001). A - Z of Grand Prix Cars. Ramsbury, Marlborough, Wiltshire: Crowood Press. ISBN 1861263392